# Wereldbeker schaatsen 1994/1995
De World Cup (Wereldbeker) is een internationale schaatscompetitie van de ISU, georganiseerd sinds de winter van 1985/86. De World Cup bestaat uit een aantal schaatswedstrijden op verschillende afstanden die in de winterperiode worden gehouden op verschillende schaatsbanen. Per World Cup wedstrijd kan een schaatser punten verdienen en aan het eind van de cyclus is de winnaar die schaatser die in het eindklassement bovenaan staat.
Het seizoen 1994/1995 was het laatste seizoen waarin er nog een wedstrijd werd verreden exclusief voor een van beide seksen.

## Kalender
| Plaats     | Datum               | 500m | 1000m | 1500m | 3 km/5 km | 5 km/10 km |
| ---------- | ------------------- | ---- | ----- | ----- | --------- | ---------- |
| Berlijn    | 26-27 november 1994 |      |       | 1x    | 1x        |            |
| Obihiro    | 3-4 december 1994   | 2x   | 2x    |       |           |            |
| Heerenveen | 3-4 december 1994   |      |       | 1x    | 1x        | 1x*        |
| Obihiro    | 10-11 december 1994 | 2x   | 2x    |       |           |            |
| Bergen     | 10-11 december 1994 |      |       | 1x**  | 1x**      |            |
| Davos      | 20-22 januari 1995  | 2x   | 1x    | 1x    | 1x        |            |
| Innsbruck  | 28-29 januari 1995  | 1x   | 1x    | 1x    | 1x        |            |
| Calgary    | 11-12 februari 1995 | 2x   | 2x    |       |           |            |
| Inzell     | 24-26 februari 1995 | 2x   | 1x    | 1x    | 1x        |            |
| Hamar      | 9-11 maart 1995     | 2x   | 1x    | 1x    | 1x        | 1x         |

* Alleen voor vrouwen
** Alleen voor mannen

## Eindklassementen mannen

### 500 meter
| Positie | Schaatser           | Punten |
| ------- | ------------------- | ------ |
| Goud    | Hiroyasu Shimizu    | 340    |
| Zilver  | Manabu Horii        | 325    |
| Brons   | Grunde Njøs         | 220    |
| 4       | Junichi Inoue       | 219    |
| 5       | Kim Yun-man         | 212    |
| 6       | Roger Strøm         | 209    |
| 7       | Yasunori Miyabe     | 189    |
| 8       | Vadim Sjaksjakbajev | 187    |
| 9       | Mike Ireland        | 166    |
| 10      | Toshiyuki Kuroiwa   | 139    |
|         |                     |        |
| 14      | Gerard van Velde    | 104    |
| 32      | Jakko Jan Leeuwangh | 14     |

### 1000 meter
| Positie | Schaatser           | Punten |
| ------- | ------------------- | ------ |
| Goud    | Yukinori Miyabe     | 248    |
| Zilver  | Kim Yun-man         | 221    |
| Brons   | Yasunori Miyabe     | 201    |
| 4       | Manabu Horii        | 177    |
| 5       | Kevin Scott         | 174    |
| 6       | Gerard van Velde    | 156    |
| 7       | Toshiyuki Kuroiwa   | 137    |
| 8       | Pat Kelly           | 133    |
| 9       | Sylvain Bouchard    | 127    |
| 10      | Roland Brunner      | 108    |
|         |                     |        |
| 12      | Jakko Jan Leeuwangh | 81     |
| 30      | Andries Kramer      | 14     |
| 32      | Arjan Schreuder     | 11     |

### 1500 meter
| Positie | Schaatser        | Punten |
| ------- | ---------------- | ------ |
| Goud    | Neal Marshall    | 195    |
| Zilver  | Rintje Ritsma    | 193    |
| Brons   | Jeroen Straathof | 150    |
| 4       | Ådne Søndrål     | 149    |
| 5       | Hiroyuki Noake   | 135    |
| 6       | Toru Aoyanagi    | 132    |
| 7       | Martin Hersman   | 132    |
| 8       | Keiji Shirahata  | 120    |
| 9       | Falko Zandstra   | 97     |
| 10      | Arjan Schreuder  | 75     |
|         |                  |        |
| 25      | Bart Veldkamp    | 11     |

### 5000/10.000 meter
| Positie | Schaatser         | Punten |
| ------- | ----------------- | ------ |
| Goud    | Rintje Ritsma     | 251    |
| Zilver  | Keiji Shirahata   | 208    |
| Brons   | Bart Veldkamp     | 206    |
| 4       | Kjell Storelid    | 188    |
| 5       | Falko Zandstra    | 116    |
| 6       | Toshihiko Itokawa | 103    |
| 7       | Kazuhiro Sato     | 90     |
| 8       | Vadim Sajoetin    | 87     |
| 9       | René Taubenrauch  | 52     |
| 10      | Frank Dittrich    | 51     |
|         |                   |        |
| 12      | Martin Hersman    | 44     |
| 19      | Jeroen Straathof  | 30     |
| 33      | Arjan Schreuder   | 11     |

## Eindklassementen vrouwen

### 500 meter
| Positie | Schaatser         | Punten |
| ------- | ----------------- | ------ |
| Goud    | Bonnie Blair      | 395    |
| Zilver  | Susan Auch        | 333    |
| Brons   | Svetlana Zjoerova | 230    |
| 4       | Franziska Schenk  | 217    |
| 5       | Monique Garbrecht | 210    |
| 5       | Oksana Ravilova   | 210    |
| 7       | Tomomi Okazaki    | 199    |
| 8       | Sabine Völker     | 197    |
| 9       | Shiho Kusunose    | 181    |
| 10      | Kyoko Shimazaki   | 159    |
|         |                   |        |
| 16      | Christine Aaftink | 72     |
| 22      | Sandra Zwolle     | 43     |
| 27      | Marianne Timmer   | 12     |

### 1000 meter
| Positie | Schaatser            | Punten |
| ------- | -------------------- | ------ |
| Goud    | Bonnie Blair         | 285    |
| Zilver  | Shiho Kusunose       | 228    |
| Brons   | Monique Garbrecht    | 193    |
| 4       | Franziska Schenk     | 176    |
| 5       | Chris Witty          | 161    |
| 6       | Oksana Ravilova      | 156    |
| 7       | Susan Auch           | 134    |
| 8       | Emese Hunyady        | 133    |
| 9       | Sabine Völker        | 122    |
| 10      | Edel Therese Høiseth | 97     |
|         |                      |        |
| 15      | Christine Aaftink    | 68     |
| 18      | Sandra Zwolle        | 54     |
| 21      | Annamarie Thomas     | 48     |
| 41      | Marianne Timmer      | 1      |

### 1500 meter
| Positie | Schaatser            | Punten |
| ------- | -------------------- | ------ |
| Goud    | Gunda Niemann        | 200    |
| Zilver  | Emese Hunyady        | 143    |
| Brons   | Annamarie Thomas     | 120    |
| 4       | Ljoedmila Prokasjeva | 105    |
| 4       | Mie Uehara           | 105    |
| 6       | Maki Tabata          | 95     |
| 7       | Svetlana Bazjanova   | 83     |
| 8       | Claudia Pechstein    | 80     |
| 9       | Ulrike Adeberg       | 66     |
| 10      | Noriko Munekata      | 59     |
|         |                      |        |
| 11      | Barbara de Loor      | 55     |
| 19      | Tonny de Jong        | 24     |
| 25      | Carla Zijlstra       | 16     |
| 28      | Marianne Timmer      | 7      |

### 3000/5000 meter
| Positie | Schaatser                | Punten |
| ------- | ------------------------ | ------ |
| Goud    | Gunda Niemann            | 280    |
| Zilver  | Carla Zijlstra           | 221    |
| Brons   | Elena Belci-Dal Farra    | 190    |
| 4       | Heike Warnicke-Schalling | 161    |
| 5       | Svetlana Bazjanova       | 151    |
| 6       | Mie Uehara               | 122    |
| 7       | Annamarie Thomas         | 107    |
| 8       | Noriko Munekata          | 101    |
| 9       | Ljoedmila Prokasjeva     | 79     |
| 10      | Hiromi Yamamoto          | 73     |
|         |                          |        |
| 12      | Tonny de Jong            | 62     |
| 18      | Barbara de Loor          | 26     |

1985/1986 · 
1986/1987 · 
1987/1988 · 
1988/1989 · 
1989/1990 · 
1990/1991 · 
1991/1992 · 
1992/1993 · 
1993/1994 · 
1994/1995 · 
1995/1996 · 
1996/1997 · 
1997/1998 · 
1998/1999 · 
1999/2000 · 
2000/2001 · 
2001/2002 · 
2002/2003 · 
2003/2004 · 
2004/2005 · 
2005/2006 · 
2006/2007 · 
2007/2008 · 
2008/2009 · 
2009/2010 · 
2010/2011 · 
2011/2012 · 
2012/2013 · 
2013/2014 · 
2014/2015 ·
2015/2016 ·
2016/2017 ·
2017/2018 ·
2018/2019 ·
2019/2020 ·
2020/2021 ·
2021/2022 ·
2022/2023 ·
2023/2024 ·
2024/2025